# Диарсин
Диарси́н (тетрагидрид мышьяка) — бинарное неорганическое соединение мышьяка и водорода с химической формулой As2H4.
Представляет собой бесцветный чрезвычайно ядовитый газ с неприятным запахом. Пожаро- и взрывоопасен. Может рассматриваться в качестве аналога гидразина и дифосфина.

## Получение
- Пропускание тихого электрического разряда через арсин:

{\displaystyle {\mathsf {2AsH_{3}\ {\xrightarrow {}}\ As_{2}H_{4}+H_{2}}}}

## Физические свойства
Диарсин образует бесцветный газ, устойчивый при комнатной температуре (по другим данным начинает разлагаться уже при −100°С).